# Heterorachis roseifimbria
Heterorachis roseifimbria är en fjärilsart som beskrevs av Louis Beethoven Prout 1930. Heterorachis roseifimbria ingår i släktet Heterorachis och familjen mätare. Inga underarter finns listade i Catalogue of Life.